# Ладзін (Західнопоморське воєводство)
Ладзін (пол. Ładzin, нім. Rehberg) — село в Польщі, у гміні Волін Каменського повіту Західнопоморського воєводства.
Населення — 309 осіб (2011).
У 1975-1998 роках село належало до Щецинського воєводства.

## Демографія
Демографічна структура станом на 31 березня 2011 року:
|          | Загалом | Допрацездатний вік | Працездатний вік | Постпрацездатний вік |
| -------- | ------- | ------------------ | ---------------- | -------------------- |
| Чоловіки | 151     | 25                 | 113              | 13                   |
| Жінки    | 158     | 33                 | 90               | 35                   |
| Разом    | 309     | 58                 | 203              | 48                   |